# DSB EG
Die Baureihe DSB EG sind sechsachsige Elektrolokomotiven aus der als EuroSprinter bezeichneten Lok-Familie der Firma Siemens Transportation Systems. Sie wurden für die Danske Statsbaner (DSB) gebaut.

## Geschichte
Mit dem Bau der Querung des Großen Belt entstand der Bedarf an einer leistungsfähigen elektrischen Lokomotive. Auf der bis zu 15,6 ‰ starken Steigung im Großen-Belt-Tunnel sollte beim Ausfall der halben Traktionsausrüstung die verbleibende Zugkraft zum Verlassen des Tunnels mit einem 2000 Tonnen schweren Güterzug ausreichen. Diese Anforderung führte zum Bau einer sechsachsigen Lokomotive mit zwei dreiachsigen angetriebenen Drehgestellen.
Auf Basis der modularen Technik der Güterzuglokomotive der Reihe 152 der Deutschen Bahn kamen bei den Lokomotiven der DSB erprobte Standardkomponenten und Systeme aus der von Siemens gemeinsam mit Krauss Maffei Verkehrstechnik entwickelten EuroSprinter-Familie der zweiten Generation zum Einsatz.
Sie wurde 1999 und 2000 in einer Stückzahl von 13 Exemplaren beschafft.

## Technik
Die Maschinen sind für den Betrieb mit Einphasenwechselspannungen von 25 kV mit 50 Hz in Dänemark und 15 kV mit 16,7 Hz in Schweden und Deutschland ausgestattet und verfügen über Zugbeeinflussungssysteme für Dänemark, Schweden und Deutschland. Da die Lok sechsachsig ausgeführt, aber möglichst wenig am Baukastenprinzip mit zwischen den Drehgestellen eingebautem Transformator geändert werden sollte, wurden zwei dreiachsige Drehgestelle eingebaut. Die Anfahrzugkraft beträgt 400 kN gegenüber den 300 kN einer vergleichbaren vierachsigen Lokomotive. Damit ist sie eines der leistungsfähigsten Triebfahrzeuge im europäischen Eisenbahnnetz.
Die EG hat eine Mehrfachtraktionseinrichtung, mit der weitere Lokomotiven der gleichen Baureihe sowie mit der Baureihe EA gefahren werden können. Die Lokomotiven sind mit den Zugbeeinflussungssystemen Automatic Train Control (ATC) für Dänemark, ATC Schweden für Schweden sowie PZB in Dreifrequenz-Resonanzbauart für Deutschland ausgestattet.
Nachdem in Dänemark sowie in Schweden die streckenseitige Implementierung des European Train Control System (ETCS) vorgenommen wird, ergibt sich auch die Notwendigkeit der entsprechenden Ausrüstung dieser Lokomotivenbaureihe. Zur finanziellen Unterstützung stellte das Unternehmen DB Cargo einen Antrag bei der EU im Rahmen der Connecting Europe Facility (CEF). Dieser wurde aber vorerst wegen widersprüchlicher Daten und überhöhten Kosten für die enthaltenen Prototypen abgelehnt.

## RDK EG
Die für DSB Gods beschafften Lokomotiven wurden 2001 an Railion Danmark A/S übergeben. Dort erhielten sie die neue Eigentümerbezeichnung RDK EG.
Im Dezember 2007 unterzeichneten Railion und Green Cargo einen Joint-Venture-Vertrag, wonach Green Cargo sich mit 49 % der Anteile beteiligt. Im Rahmen der Neuordnung des Markenauftritts der Deutschen Bahn im Dezember 2007 erfolgte kurz nach der Gründung die Umfirmierung zu DB Schenker Rail Scandinavia A/S.

## RSC EG

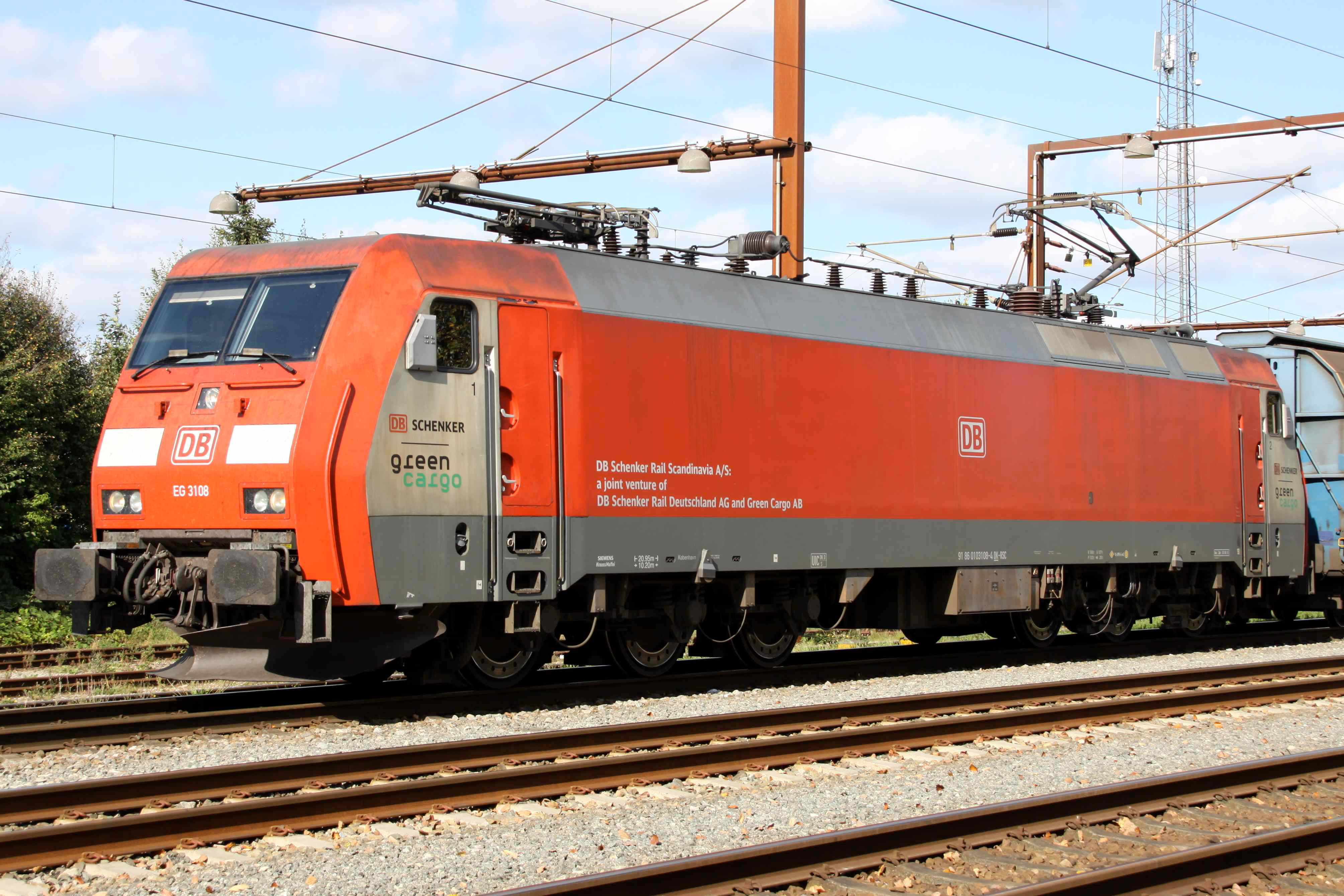
EG 3108 in Padborg

Durch die Umfirmierung zu DB Schenker Rail Scandinavia A/S erfolgte 2007 eine Änderung in RSC EG. Ab 2010 wurden die Lokomotiven in DB-Schenker-Farben verkehrsrot umlackiert, unterhalb der Führerstandsseitenfenster gibt es abweichend eine graue Fläche. Diese Umlackierungen wurden 2014 abgeschlossen. Die Maschinen erhielten dänische UIC-Fahrzeugnummern unter Beibehaltung der bisherigen Ziffern als Stellen acht bis elf.

## DBCSC EG
Am 1. März 2016 änderte DB Schenker Rail Scandinavia A/S ihren Namen in DB Cargo Scandinavia A/S mit der Eigentumsabkürzung für Fahrzeuge (englisch Vehicle Keeper Marking) DBCSC. Dadurch erhielt die Lokomotivserie erneut eine neue Eigentümerbezeichnung.

## Einsatz
Eingesetzt werden die Maschinen vor allem vor Transitgüterzügen durch Dänemark, zwischen den Güterbahnhöfen in Malmö und Maschen (2003, 2004 und seit Dezember 2008 wieder).